# La memoria de la Tierra
La memoria de la Tierra (1992) es la primera de las obras que componen la serie de novelas de ciencia ficción conocidas con el nombre de La saga del retorno del escritor estadounidense Orson Scott Card. La saga del retorno es adaptación en clave de ciencia ficción de los textos que se recogen en el Libro de Mormón, uno de los cuatro libros sagrados del mormonismo.

## Argumento
La humanidad ha vivido por 40 millones de años en un planeta llamado Armonía al que llegaron procedentes de la Tierra que había sido destruida por los conflictos humanos. Para evitar repetir los errores que habían arrasado la Tierra en el pasado, una supercomputadora conocida como Alma Suprema fue encargada de ser la guardiana del planeta.
La principal misión de Alma Suprema es impedir que los humanos desarrollen tecnologías que pudieran llevar a una nueva destrucción global del planeta Armonía. Para tal fin, las personas fueron genéticamente modificadas de tal forma que estuvieran conectadas con Alma Suprema y de esta forma controlados por ella.
Sin embargo tras millones de años de funcionamiento Alma Suprema está empezando a fallar por lo que ella misma decide elegir a un grupo de humanos para regresar a la Tierra y buscar por el conocido como Guardián de la Tierra con la esperanza de poder encontrar un modo de mantener el control sobre los habitantes del planeta Armonía.